# 琉球税関

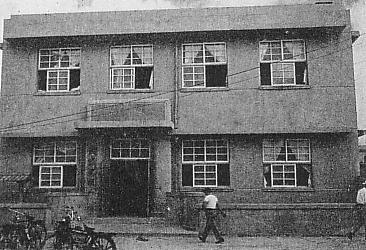
1955年頃の琉球税関

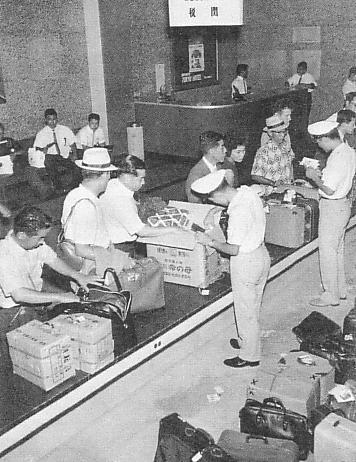
那覇空港内の琉球税関

琉球税関（りゅうきゅうぜいかん）とは、琉球政府が設置した税関である。
1950年9月、琉球列島米国軍政府に設けられた「税関移民局（Customs Immigration）」が前身である。その後、琉球臨時中央政府に移管され「琉球税関」が成立した。琉球政府成立時に財政局の支分部局になった。
その後、機構改革の度に内政局→計画局→主税局へと移管された。
主税局移管時に、琉球税関は「那覇税関」「泊税関」「那覇空港税関」の三税関に分割された。復帰時に沖縄地区税関に改組された。

## 沿革
- 1950年9月　琉球列島米国軍政府内に税関移民局を設置。
- 1950年12月　税関移民局の新職員を横浜税関と神戸税関において実地研修させるために本土に派遣。
- 1951年7月　琉球臨時中央政府に移管される。
- 1952年4月　琉球政府が成立し、財政局の支分部局となる。
- 1953年4月　機構改革で、内政局の支分部局となる。
- 1961年8月　機構改革で、計画局主税庁の下部機関となる。
- 1965年8月　機構改革で、主税局の支分部局となり、三税関に分割される。

## 組織
1972年5月14日時点

### 那覇税関
- 庶務課
- 業務課
- 鑑査課
- 監視課
- 貨物課
- 審理課

支署・出張所
- 牧港税関支署
- 名護税関支署
- 税関外郵出張所
- 平安座税関出張所
- 西原税関出張所
- 今帰仁税関出張所

### 泊税関
- 庶務課
- 業務課
- 鑑査課
- 監視課

支署・出張所
- 宮古税関支署
- 八重山税関支署

### 那覇空港税関
- 庶務課
- 業務課
- 鑑査課
- 監視課